# Vân Canh, Gia Lai
Vân Canh là xã thuộc tỉnh Gia Lai, Việt Nam.
Thị trấn Vân Canh có diện tích 19,96 km², dân số năm 2002 là 5.195 người, mật độ dân số đạt 260 người/km².

## Hành chính
Thị trấn Vân Canh được chia thành 11 khu phố: 2, 3, Thịnh Văn 1, Thịnh Văn 2, Canh Tân, Đăk Đưm, Hiệp Giao, Hiệp Hà, Hiệp Hội, Suối Mây, Tân Thuận.